# Saison 2 d'Au-delà du réel : L'aventure continue
Chronologie
Saison 1 Saison 3
Cet article présente le guide des épisodes de la deuxième saison de la série télévisée Au-delà du réel : L'aventure continue (The Outer Limits).

## Épisodes

### Épisode 1:Un saut dans le temps
- États-Unis : 14 janvier 1996
- France : 29 novembre 1996

- Amanda Plummer (Dr Theresa Givens)
- Andrew Airlie (Agent Corey Lonn)
- Michelle Forbes (Jamie Pratt)

### Épisode 2:Résurrection
- États-Unis : 14 janvier 1996
- France : 6 décembre 1996

- Dana Ashbrook (Cain)
- Heather Graham (Alicia)
- Nick Mancuso (Martin)
- Patrick Keating (GX-17)

### Épisode 3:Sélection pas très naturelle
- États-Unis : 19 janvier 1996
- France : 13 décembre 1996

- Alan Ruck (Howard Sharp)
- Catherine Mary Stewart (Joanne Sharp)
- Mary Elizabeth Rubens (Fran Blake)
- Harrison Robert Coe (John Arkelian)
- Andrew Wheeler (Tony Blake)
- Ryan Slater (Timmy Blake)

### Épisode 4:L'Homme aux yeux violets
- États-Unis : 26 janvier 1996
- France : 20 décembre 1996

- Ally Sheedy (Carter Jones)
- Michael Sarrazin (homme aux yeux violets)
- Ken Pogue (Mr. Jones)
- John Tench (Toby Collins)
- Jon Cuthbert (inspecteur)
- Ken Camroux (Folson)
- Susan Hogan (Phoebe Collins)

### Épisode 5:Virtuellement vôtre
- États-Unis : 2 février 1996
- France : 27 décembre 1996

- Debrah Farentino (Dr Rachel Carter)
- Mark Hamill (Dr Sam Stein)
- Scott Hylands (Dr Howard Sarrazin)

### Épisode 6:Au-delà du voile
- États-Unis : 9 février 1996
- France : 3 janvier 1997

- Michael O'Keefe (Eddie Wexler)
- Finn Carter (Courtney Bowe)

### Épisode 7:Anniversaire de mariage
- États-Unis : 16 février 1996
- France : 10 janvier 1997

- Matt Frewer (Norman Glass)
- Michelle Johnson (Ady Sutton)
- Clint Howard (Dennis)

### Épisode 8:Ordre et Obéissance
- États-Unis : 23 février 1996
- France : 17 janvier 1997

- Ryan Phillippe (Rusty Dobson)
- Tom Butler (Le docteur)
- Tygh Runyan (James Scardale)
- Jonathan Scarfe (Charlie Walter)

### Épisode 9:Épreuve par le feu
- États-Unis : 1er mars 1996
- France : 24 janvier 1997

- Robert Foxworth (Charles Halsey)
- Diana Scarwid (Elizabeth Halsey)
- Teryl Rothery (Janet Peston)

### Épisode 10:L'Appel d'ailleurs
- États-Unis : 22 mars 1996
- France : 31 janvier 1997

- Bonnie Bedelia (Nancy McDonald)
- Robert Ito (Colonel Raymond)
- Chad Willett (Lt. Christopher Lindy)
- Colin Cunningham (George Ernst)

### Épisode 11:Le Refuge
- États-Unis : 5 avril 1996
- France : 7 février 1997

- Jessica Steen (Gina Beaumont)
- James Wilder (Raymond Dalton)
- M. Emmet Walsh (Sanford Valle)
- David McNally (Thomas)
- Debbie Podowski (Justine)

### Épisode 12:Clair de lune
- États-Unis : 12 avril 1996
- France : 14 février 1997

- Michael Gross (Stanley)
- Joanna Gleason (Leslie)

### Épisode 13:Le Parasite
- États-Unis : 28 avril 1996
- France : 21 février 1997

- Christianne Hirt (Sheila Morrison)
- Neil Patrick Harris (Howie Morrison)

### Épisode 14:L'Assaut
- États-Unis : 5 mai 1996
- France : 28 février 1997

- Costas Mandylor (Lee Taylor)
- Jasmine Guy (Lieutenant Teri Washington)
- Barry Pepper (Tyson Ruddick)
- Colm Feore (Major Mackie)

Après l'attaque d'un convoi militaire censé transporter des missiles, un groupe de commando se retrouve en possession d'une étrange boîte cryogénique. Un des militaires du convoi, le lieutenant Washington (nommée "capitaine" dans la version française malgré des galons de lieutenant pourtant bien visibles ; probablement par la confusion qu'un "lieutenant de vaisseau" de la Marine est bien un capitaine mais qu'un "lieutenant" des marines n'est pas un "lieutenant de vaisseau" de la Marine), est capturée et interrogée sur le contenu de cette boîte. Mais la boîte s'ouvre, il en sort une étrange créature qui congèle instantanément tout ce qu'elle touche. Dans la confusion, la militaire parvient à s'enfuir en compagnie de Tyson, un ex-soldat. Elle lui raconte que cette créature est le système de refroidissement d'un vaisseau extra terrestre et qu'elle est composée d'hélium liquide pur et que si on la laisse sortir, elle se démultipliera et occupera toute la Terre.

### Épisode 15:Une nouvelle vie
- États-Unis : 19 mai 1996
- France : 7 mars 1997

- Clancy Brown (Sergent Linden Styles)
- Barbara Garrick (Dr Ellen Kersaw)
- Duncan Fraser (Général Post)

### Épisode 16:Les Déprogrammeurs
- États-Unis : 26 mai 1996
- France : 14 mars 1997

- Erich Anderson (Evan)
- Nicole Oliver (Jill Cooper)
- Brent Spiner (Professeur Trent Davis)

### Épisode 17:Une lueur dans la nuit
- États-Unis : 16 juin 1996
- France : 21 mars 1997

- Mel Harris (Dr Christina Markham)
- Geraint Wyn Davies (en) (Shérif Grady Markham)
- Maxine Miller (Hélène)
- Timothy Webber (Jerry)

### Épisode 18:La Brigade légère
- États-Unis : 23 juin 1996
- France : 28 mars 1997

- Robert Patrick (John Skokes)
- Wil Wheaton (Le jeune cadet)
- Graham Greene (Responsable de l'armement)

### Épisode 19:Une star déchue
- États-Unis : 30 juin 1996
- France : 4 avril 1997

- Sheena Easton (Melissa McCammon)
- Kristin Lehman (Janet Marshall)
- Sarah Strange (Rachel Connors)

Melissa, qui s'est fait connaître par un tube quelques années auparavant, est maintenant réduite à donner des concerts dans des bars. Un soir, elle surprend son mari et manager alors qu'il la trompe avec une autre chanteuse. Elle s'apprête à se suicider lorsqu'une lueur bleue traverse l'espace, pénètre en elle et l'empêche de se tuer. Elle voit alors parfois, dans les reflets des miroirs et des vitres, une jeune femme qui lui donne des conseils.
Cette jeune femme, Rachel, vient en réalité du futur, un futur où toute musique est interdite. Elle est convaincue que c'est la mort de Melissa qui est à l'origine de cette situation. Elle tente de lui redonner confiance en elle et de la protéger des surveillants du temps. Ces derniers, en effet, doivent tuer Melissa afin que le futur ne se transforme pas. Pour cela, ils prennent possession des corps des personnes de l'entourage de Melissa.

### Épisode 20:Une âme en peine
- États-Unis : 14 juillet 1996
- France : 12 avril 1997

- Peri Gilpin (Rebecca Warfield)
- Victor Garber (Ben McCormick)
- Joely Fisher (Amy)
- William B. Davis (John Wymer)

### Épisode 21:Disparitions
- États-Unis : 21 juillet 1996
- France : 5 avril 1997

- Jon Cryer (Trevor McPhee)
- Dean McDermott (Ray)
- Jessica Lundy (Theresa McPhee)
- Richard Ian Cox (Marc)

### Épisode 22:La Sentence
- États-Unis : 4 août 1996
- France : 26 avril 1997

- David Hyde Pierce (Dr Jack Henson)
- Andrea Roth (Dr Dana Elwin)